# Bupleurum densiflorum
Bupleurum densiflorum är en flockblommig växtart som beskrevs av Franz Josef Ivanovich Ruprecht. Bupleurum densiflorum ingår i släktet harörter, och familjen flockblommiga växter. Inga underarter finns listade i Catalogue of Life.